# Telescopi
|  | Per a altres significats, vegeu «Constel·lació del Telescopi». |

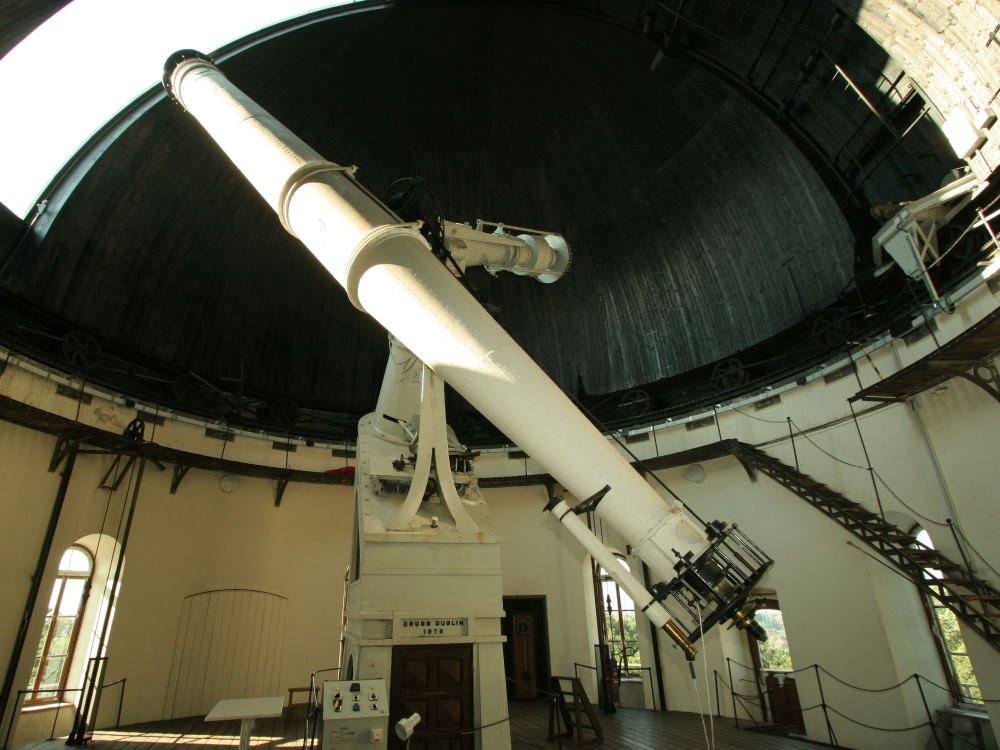
Telescopi refractor de 68 cm en l'observatori de la universitat de Viena.

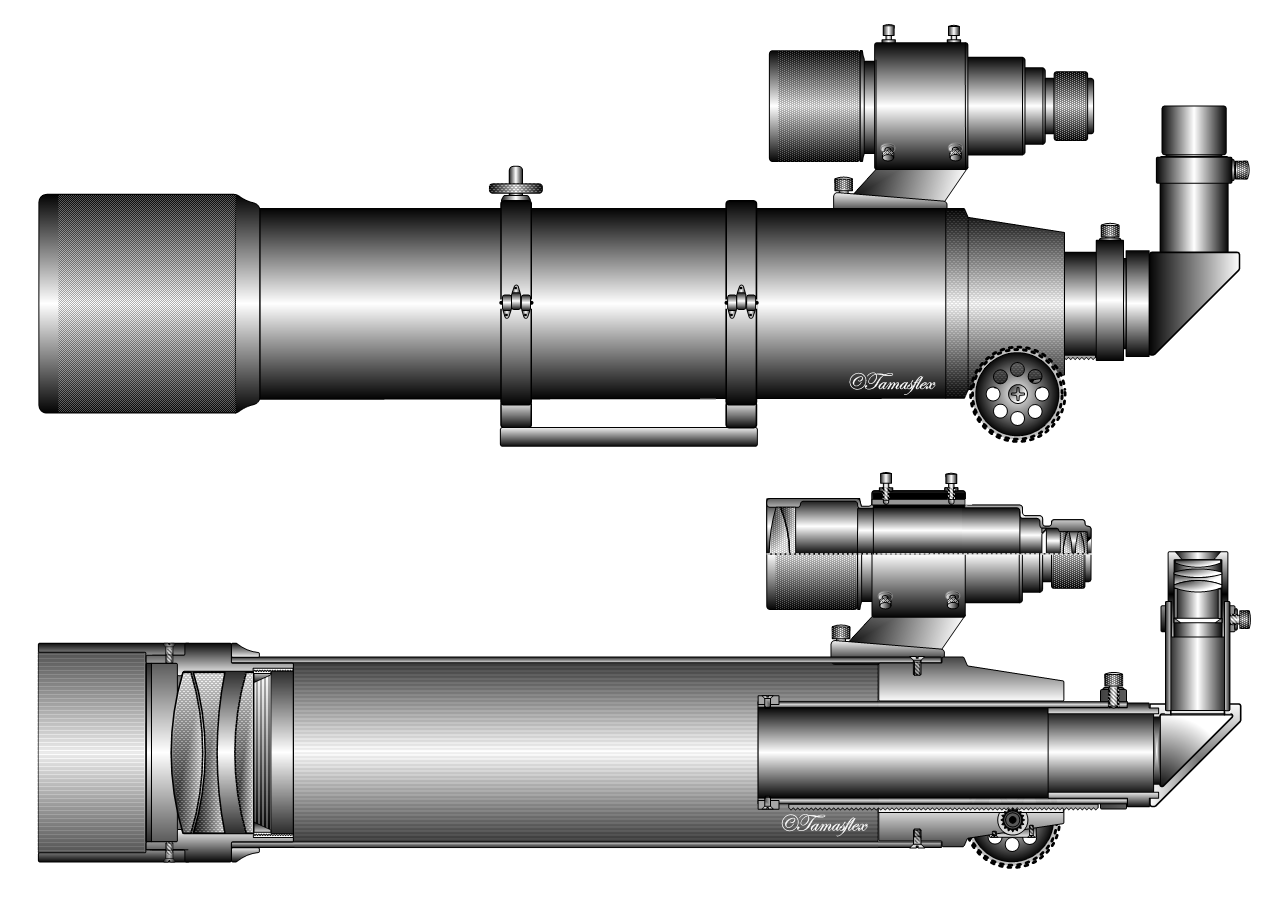
Telescopi refractor.

Un telescopi és un sistema òptic que permet veure objectes llunyans, tot ampliant-ne la seva mida angular i la seva lluminositat aparents. Probablement els telescopis són l'eina més important en astronomia i astrofísica. Tot i que amb la paraula "telescopi" hom s'acostuma a referir als telescopis òptics, hi ha telescopis per a gairebé totes les freqüències de l'espectre electromagnètic.
Tot telescopi òptic està format per un objectiu i un ocular. L'objectiu forma una imatge (normalment real) de l'objecte llunyà sobre el seu pla focal; aquesta imatge és llavors ampliada per l'ocular o bé impressionada sobre una pel·lícula fotogràfica o detectada per una càmera CCD. Si l'objectiu és una lent es parla de telescopi refractor, si l'objectiu és un mirall còncau es parla de telescopi reflector; si utilitza una combinació de lents i miralls s'anomena telescopi catadiòptric.

## Història
Els primers telescopis coneguts van aparèixer a 1608 i són acreditats a Hans Lippershey, un fabricant de lents alemany, però recents investigacions de l'informàtic Nick Pelling divulgades en la revista britànica History Today el 2008, atribueixen l'autoria a Joan Roget el 1590. Entre les moltes persones que van reclamar el descobriment es troben: Zacharias Janssen, home d'espectacles de Middelburg, i Jacob Metius d'Alkmaar. El disseny d'aquests telescopis refractors inicials consistia d'un lent objectiu convex i un ocular còncau. Galileo Galilei va utilitzar aquest disseny a l'any següent. El 1611, Johannes Kepler va descriure com podia elaborar un telescopi amb un objectiu i lent ocular convex i, per 1655, astrònoms com Christiaan Huygens fabricaven telescopis keplearians de gran abast amb oculars compostos, però extremadament grans i difícils d'utilitzar. Hans Lippershey és la primera persona que està documentat que va sol·licitar una patent per al dispositiu.
Isaac Newton ha rebut el crèdit per haver fabricat el primer telescopi reflector "pràctic" el 1688, amb un disseny que va incorporar un petit mirall pla i diagonal per reflectir la llum un ocular muntat en un costat del telescopi amb l'objectiu d'evitar l'aberració cromàtica que pateixen els telescopis refractors. El 1672, Laurent Cassegrain va descriure el disseny d'un reflector amb un mirall secundari petit i convex per reflectir la llum a través d'un forat central en el mirall principal.
La invenció de les lents acromàtiques va permetre reduir en gran manera les aberracions cromàtiques dels objectius i van permetre la creació de telescopis més petits i funcionals. El seu primer ús en telescopis, l'any 1733, s'atribueix a un telescopi fabricat per Chester Moore Hall. John Dollond va desenvolupar lents acromàtiques i va fabricar-ne telescopis en quantitats comercials a partir de 1758.
Entre les novetats importants en els telescopis reflectors hi ha la producció de grans miralls paraboloides per John Hadley el 1721, i el procés de plata per produir miralls a partir del vidre per Léon Foucault el 1857. I, més recentment, l'adopció de revestiments d'alumini de llarga durada sobre miralls reflectors l'any 1932.
El primer radiotelescopi va ser construït per Grote Reber a 1937. Des de llavors, s'han desenvolupat molts tipus de telescopis per a un ampli rang de longituds d'ona de ràdio a raigs gamma.

## Característiques

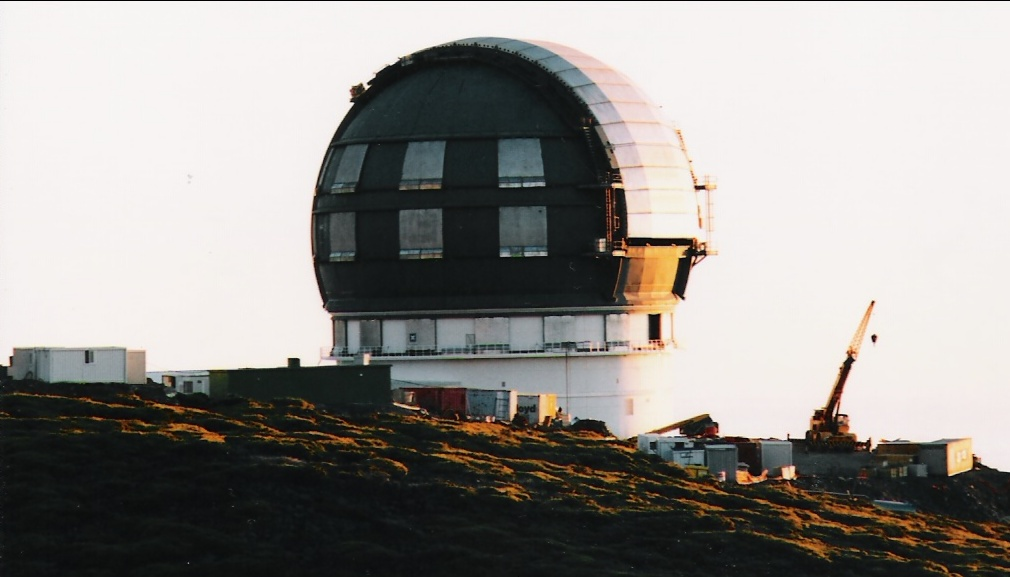
Gran Telescopi de Canàries (La Palma)

El paràmetre més important d'un telescopi és l'obertura, és a dir, el diàmetre de la seva «lent objectiu», per on entra la llum. Un telescopi d'afeccionat generalment té entre 76 i 150 mm de diàmetre i permet observar alguns detalls planetaris i molts objectes del cel profund (cúmuls, nebuloses i algunes galàxies). Els telescopis que superen els 200 mm de diàmetre permeten veure detalls lunars fins, detalls planetaris importants i una gran quantitat de cúmuls, nebuloses i galàxies brillants.
Per caracteritzar un telescopi i utilitzar-ho, s'empren una sèrie de paràmetres i accessoris:
- Diàmetre de l'objectiu o obertura, abreujat com a D: diàmetre del mirall o lent primària del telescopi.
- Augments: És la quantitat de vegades que un instrument multiplica la grandària aparent dels objectes observats. Equival a la relació entre la longitud focal (distància focal) del telescopi i la longitud focal de l'ocular (DF/df). Per exemple, un telescopi de 1.000 mm de distància focal, amb un ocular de 10mm de df. proporcionarà un augment de 100 (s'expressa també com 100XXX). Per saber els augments màxims que suporta el teu telescopi s'ha multiplicar l'obertura per dues. Si el telescopi té 100 mm d'obertura no s'ha d'usar mai més de 200 augments, les imatges tindran molt mala resolució.
- Lent de Barlow: lent que generalment duplica o triplica els augments de l'ocular quan s'observen els astres.
- Distància focal, abreujada com a F (majúscula): és la longitud focal del telescopi, que es defineix com la distància des del mirall o la lent principal fins al focus o punt on se situa l'ocular.
- Raó focal, raó focal, f/ràtio o nombre f (minúscula): és el quocient entre la distància focal (mm) i el diàmetre o obertura (mm). Per exemple, per a un telescopi amb una Distància focal de 650 mm i una Obertura (diàmetre) de 130 mm la seva relació focal seria f/5. És un indicador de la lluminositat del telescopi, com més curta és la Distància focal F i més gran l'Obertura D, més lluminós serà el telescopi.
- Ocular: accessori petit que col·locat en el focus del telescopi permet magnificar la imatge dels objectes.
- Portaocular: orifici on es col·loquen l'ocular, reductors o multiplicadors de focal (p. ex. lents de Barlow) o càmeres fotogràfiques.
- Prisma o diagonal: que permet desviar la imatge procedent del tub principal per poder observar-la des d'una posició més còmoda. Està proveït d'un mirall a 45° que reflecteix el feix de llum 90°, facilitant l'observació.
- Filtre: petit accessori que generalment opaca la imatge de l'astre però que depenent del seu color i material permet millorar l'observació. Se situa davant de l'ocular, i els més usats són la piga (verd blavós, millora el contrast en l'observació del nostre satèl·lit), i el solar, amb gran poder d'absorció de la llum del Sol per no lesionar la retina de l'ull.
- Magnitud límit: és la magnitud màxima que teòricament pot observar-se amb un telescopi donat, en condicions d'observació ideals. La fórmula per al seu càlcul és: m(límit) = 6,8 + 5log(D) (sent D el diàmetre en centímetres de la lent o el mirall del telescopi).
- Trípode: conjunt de tres potes generalment metàl·liques que li donen suport i estabilitat al telescopi.
- Muntura: aconsegueix que la imatge sigui estable, que no tingui vibracions i sobretot et permetrà realitzar seguiments adequadament.
- Cercador: amb el cercador pots veure una part de cel molt més gran que amb el telescopi, la qual cosa fa que sigui més fàcil localitzar l'objecte que vols observar.

## Muntures

### Muntura altazimutal
Una muntura de telescopi senzilla és la muntura altitud-azimut o altazimutal, abreujat com AZ. És similar a la d'un teodolit. Una part gira en azimut (en el pla horitzontal), i un altre eix sobre aquesta part giratòria permet a més variar la inclinació del telescopi per canviar l'altitud (en el pla vertical). Una muntura Dobson és un tipus de muntura altazimutal que és molt popular atès que resulta senzilla i barata de construir.

### Muntura equatorial

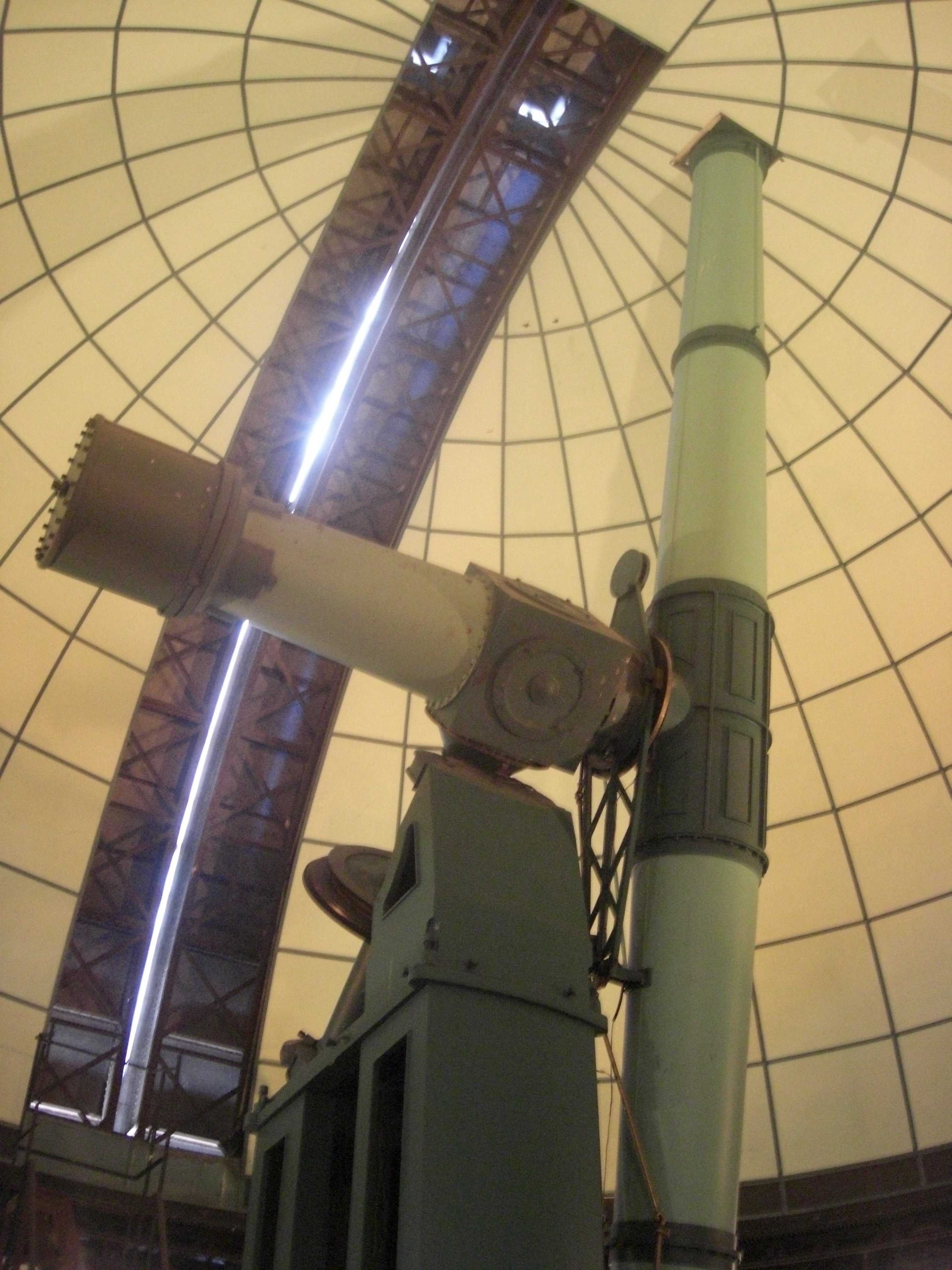
Telescopi equatorial de la Facultat de Ciències Astronòmiques i Geofísiques de la Universitat Nacional de la Plata.

El principal problema d'usar una muntura altazimutal és que tots dos eixos han d'ajustar-se contínuament per compensar la rotació de la Terra. Fins i tot fent això controlat per ordinador, la imatge gira a una taxa que varia depenent de l'angle de l'estel amb el pol celeste (declinació). Aquest efecte (conegut com a rotació de camp) fa que una muntura altazimutal resulti poc pràctica per realitzar fotografies de llarga exposició amb petits telescopis.
La millor solució per a telescopis astronòmics petits consisteix a inclinar la muntura altazimutal de manera que l'eix d'azimut resulti paral·lel a l'eix de rotació de la Terra; a aquesta la hi denomina una muntura equatorial, que s'abreuja com EQ.
Existeixen diversos tipus de muntura equatorial, entre els quals es poden destacar l'alemanya i la de forqueta.

### Muntures electròniques
Els grans telescopis moderns usen muntures altazimutals controlades per ordinador que, per a exposicions de llarga durada, o bé fan girar els instruments, o tenen rotadores d'imatge de taxa variable en una imatge de la pupil·la del telescopi.

### Altres muntures
Hi ha muntures fins i tot més senzilles que l'altazimutal, generalment per a instruments especialitzats. Alguns són: de trànsit meridià (solament altitud); fix amb un mirall pla mòbil per a l'observació solar; de ròtula (obsolet i inútil per a astronomia).

## Tipus de telescopis

### Òptics

#### Refractor

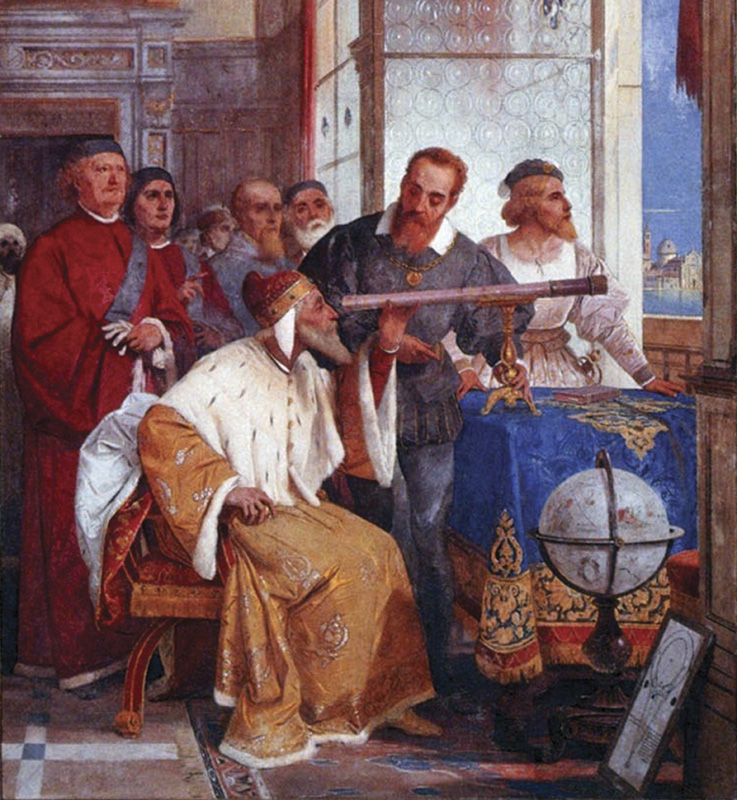
Telescopi refractari de Galileu

Un telescopi refractor és un sistema òptic centrat, que capta imatges d'objectes llunyans utilitzant un sistema de lents convergents en els quals la llum es refracta. La refracció de la llum en la lent de l'objectiu fa que els rajos paral·lels, procedents d'un objecte molt allunyat (en l'infinit), convergeixin sobre un punt del plànol focal. Això permet mostrar els objectes llunyans majors i més brillants.

#### Reflector

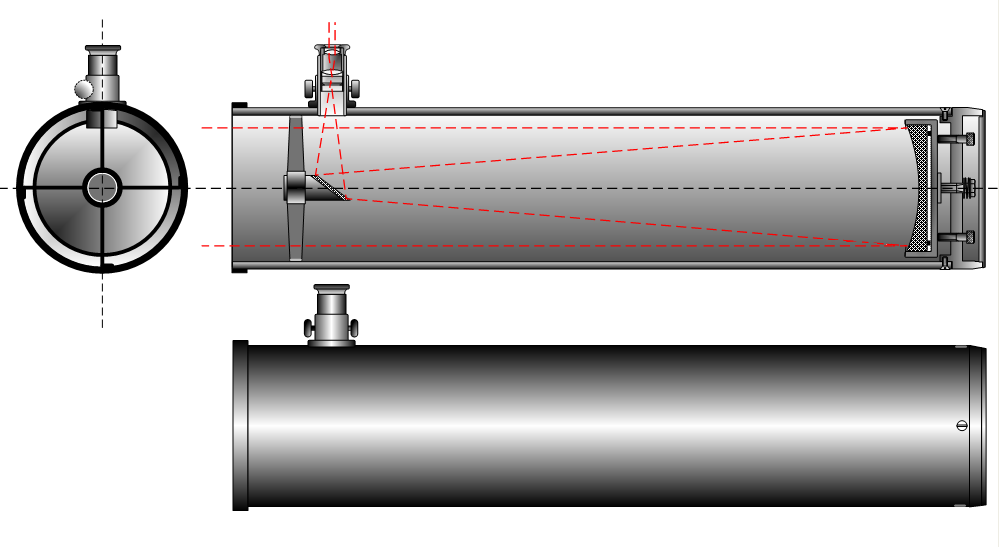
Telescopi reflector newtonià

El disseny del telescopi reflector, es deu a Isaac Newton, qui va dissenyar el primer telescopi reflector (newtonià) al segle xvii.
Un telescopi reflector és un telescopi òptic que utilitza miralls en lloc de lents per enfocar la llum i formar imatges. Els telescopis reflectors o Newtonians utilitzen dos miralls, un en l'extrem del tub (mirall primari), que reflecteix la llum i l'envia al mirall secundari i est l'envia a l'ocular.
Aquest tipus de telescopi té diversos avantatges pel que fa als refractors, entre elles l'absència d'aberració per cromatisme i el menor pes a similar distància focal.
En canvi, en reflectors de baixa qualitat (basats en miralls esfèrics) l'aberració per coma és bastant habitual. A més la necessitat d'un mirall secundari per desviar la llum a l'ocular incideix negativament en el contrast de la imatge.
Però la principal virtut és la relació entre qualitat, obertura i preu. Un reflector newtonià de qualitat mitjà-alta és més senzill de fabricar i, per tant, molt més econòmic que un refractor de qualitat i obertura similar.

#### Catadiòptric
És bàsicament un telescopi compost que utilitza tant lents com a miralls.
Existeixen diversos dissenys. En concret est es tracta del sistema Schmidt-Cassegrain. La llum penetra en el tub a través d'una lent correctora, viatja fins al fons del tub, on és reflectida per un mirall, i torna fins a la "boca" del tub. Aquí, és de nou reflectida per un altre mirall i enviada al fons del tub. Passa a través d'un orifici que posseeix el mirall primari i incideix en l'ocular, col·locat darrere.
El seu avantatge radica en el seu relatiu petita grandària amb relació a la seva distància focal.

##### Cassegrain

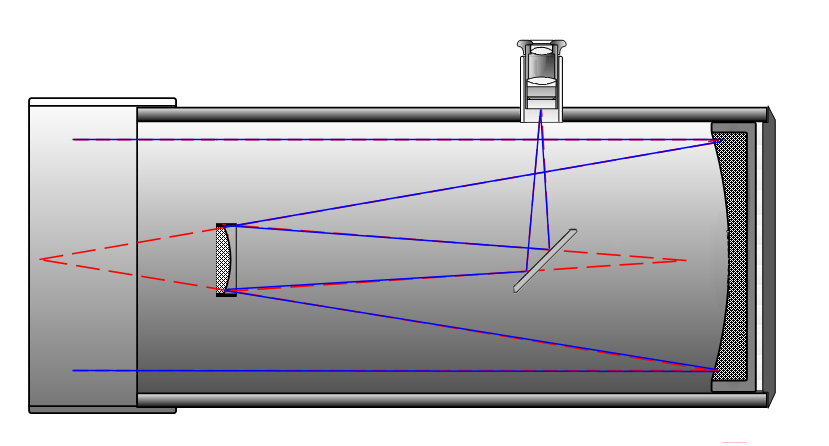
Diagrama del recorregut de la llum en un telescopi Cassegrain.

El Cassegrain és un tipus de telescopi reflector que utilitza tres miralls. El principal és el que es troba en la part posterior del cos d'aquest. Generalment posseeix forma còncava paraboloidal, ja que aquest mirall ha de concentrar tota la llum que recull en un punt que es denomina focus. La distància focal pot ser molt major que el llarg total del telescopi.
El segon mirall és convex es troba en la part davantera del telescopi, té forma hiperbòlica i s'encarrega de reflectir novament la imatge cap al mirall principal, que es reflecteix, en un altre mirall pla inclinat a 45 graus, enviant la llum cap a la part superior del tub, on està muntat l'objectiu.
En altres versions modificades el tercer mirall, està darrere del mirall principal, en el qual hi ha practicat un orifici central per on la llum passa. El focus, en aquest cas, es troba en l'exterior de la càmera formada per tots dos miralls, en la part posterior del cos.

### Radiotelescopi
Un radiotelescopi capta ones emeses per fonts de ràdio, generalment a través d'una gran antena parabòlica o un conjunt d'elles, a diferència d'un telescopi ordinari, que produeix imatges en llum visible.
El primer radiotelescopi feia 9 metres i fou construït per Grote Reber el 1937. A principis dels anys 50, l'interferòmetre Cambridge va realitzar una anàlisi del cel que va donar lloc als famosos mapes 2C i 3C de fonts de ràdio. A la fi de la dècada, el radiotelescopi d'una sola antena més gran del món era el telescopi de 76 metres a Jodrell Bank, posat en funcionament en 1957. Aquest va ser l'últim de molts radiotelescopis construïts a mitjan segle xx i ha estat superat per telescopis i conjunts d'ells més moderns.
El radiotelescopi individual més gran del món és el RATAN-600 Arxivat 2018-05-27 a Wayback Machine. (Rússia) amb la seva antena circular de 576 metres de diàmetre. El radiotelescopi més gran d'Europa és l'antena de 100 metres de diàmetre situada a Effelsberg, Alemanya, que a més va ser el telescopi totalment mòbil més gran durant 30 anys, fins que es va inaugurar el Green Bank Telescope el 2000. El radiotelescopi més gran dels EUA fins a 1998 era el Big Ear de la Universitat Estatal d'Ohio. La grandària típica d'una antena de radiotelescopi és de 25 metres. Hi ha dotzenes de radiotelescopis de dimensions similars funcionant en observatoris de tot el món.
El radiotelescopi més conegut (malgrat que no és mòbil) probablement és el radiotelescopi d'Arecibo, a Arecibo, Puerto Rico.
Un altre radiotelescopi molt conegut és el Very Large Array (VLA), a Socorro, Nou Mèxic. Aquest telescopi és un array interferomètric compost per 27 antenes.
El major conjunt de radiotelescopis existent en l'actualitat és el GMRT.
Un altre conjunt més gran, el Low Frequency Array (LOFAR), està en construcció a l'Europa occidental (Països Baixos i Alemanya), format per 25.000 petites antenes distribuïdes en una àrea de diversos centenars de quilòmetres de diàmetre.
La part de l'astronomia dedicada a les observacions a través de radiotelescopis es denomina radioastronomia.
Molts objectes celestes, com els púlsars o galàxies actives (com els quàsars) emeten radiacions de radiofreqüència i són per això més "visibles", o fins i tot només visibles en la regió de ràdio de l'espectre electromagnètic. Examinant la freqüència, potència i temps de les emissions de ràdio d'aquests objectes, els astrònoms són capaços d'ampliar la nostra comprensió de l'Univers.

## Telescopis famosos

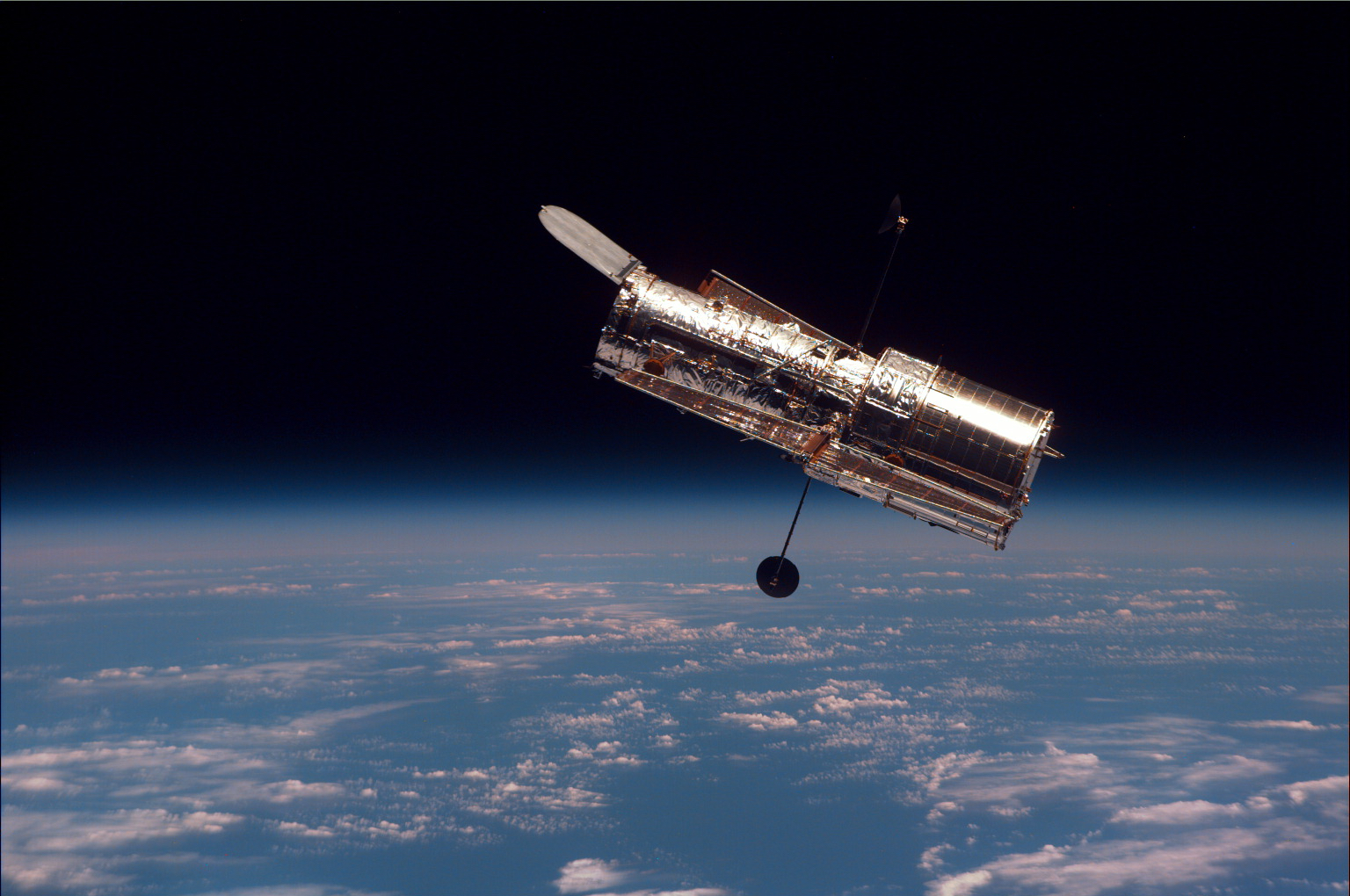
El telescopi espacial Hubble vist des del Transbordador espacial Discovery durant la missió STS-82.

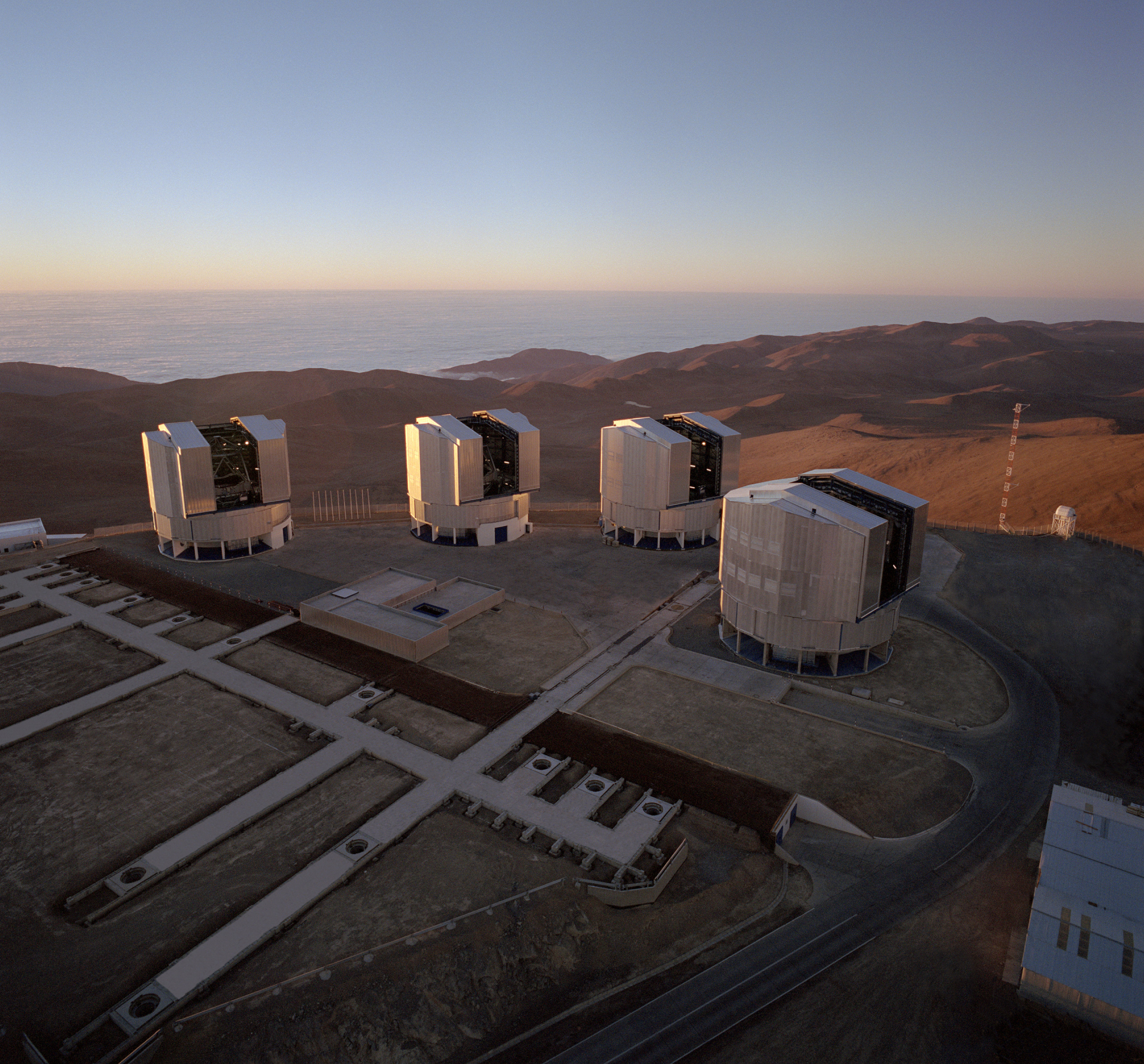
La vista dels 4 telescopis que componen al Very Large Telescope.

- El telescopi espacial Hubble es troba en òrbita fora de l'atmosfera terrestre, per evitar que les imatges siguin distorsionades per la refracció. D'aquesta manera el telescopi treballa sempre al límit de difracció i pot ser usat per a observacions en l'infraroig i en l'ultraviolat.
- El Very Large Telescope (VLT) és en l'actualitat (2020) el més gran en existència, compost per quatre telescopis cadascun de 8 m de diàmetre. Pertany a l'Observatori Europeu Austral i va ser construït en el Desert d'Atacama, al nord de Xile. Pot funcionar com quatre telescopis separats o com un solament, combinant la llum provinent dels quatre miralls.
- El mirall individual més gran és el del Gran Telescopi Canàries, amb un diàmetre de 10,4 metres. Es compon, al seu torn, de 36 segments més petits.
- Existeixen molts projectes per fabricar telescopis encara més grans, per exemple l'Overwhelmingly Large Telescope (telescopi aclaparantment gran), comunament anomenat OWL, amb un mirall de 100 metres de diàmetre, substituït finalment per l'E-ELT Telescopi Europeu Extremadament Gran, de 39,6 metres.
- El telescopi Hale construït sobre el Mount el Palomar, amb un mirall de 5 metres de diàmetre, va ser el més gran per molt de temps. Té un únic mirall de silicat de bor (Pyrex (tm)), que va anar notòriament difícil de construir.
- El telescopi del Mount Wilson, amb 2,5 metres, va ser usat per Edwin Hubble per provar l'existència de les galàxies i per analitzar el desplaçament roent que experimenten.
- El refractor de 102 cm (1 m) de l'Observatori Yerkes en l'estat de Wisconsin, Estats Units, és el refractor orientable més gran del món.
- El telescopi espacial SOHO és un coronògraf situat en una òrbita entre la Terra i el Sol observant ininterrompudament al Sol.

- L'empresa alemanya G. & S. Merz (Georg i Joseph Merz) va estar activa amb diferents noms entre 1793 i 1867, dedicada a la producció de telescopis.[16][17][18][19][20][21][22] Els seus instruments figuren en l'Observatori Astronòmic de Quito[23] (telescopi refractor de 24 cm de l'Escola Politècnica Nacional); en l'Observatori de Cincinnati[24] (refractor de 27,94 cm, instal·lat en 1845);[25][26][27] en el Real Observatori de Greenwich[28] (refractor de 31,75 cm des de 1858);[29] i en l'Observatori Astronòmic de Brera[30] (un refractor de 218 mm des de 1862).

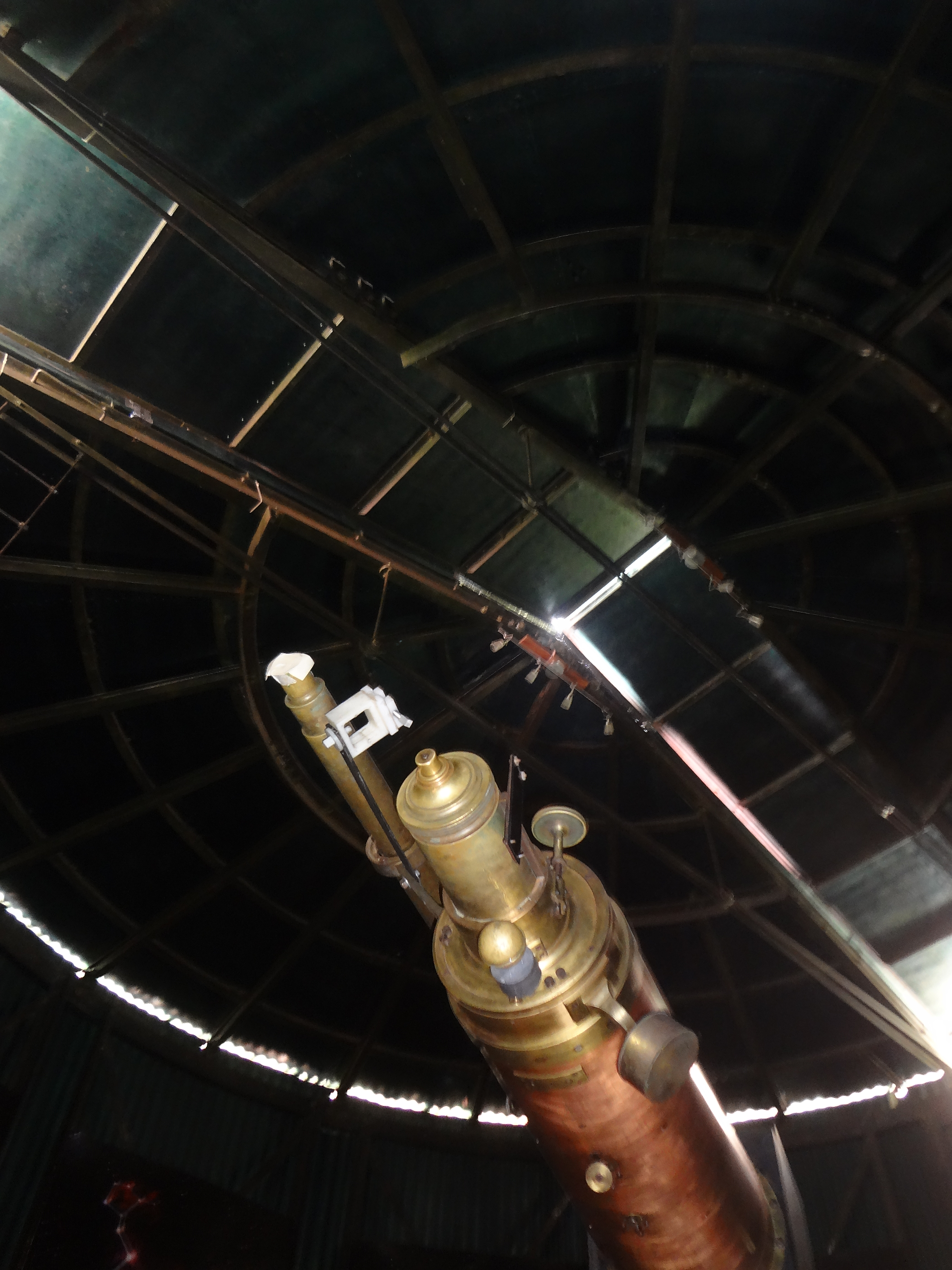
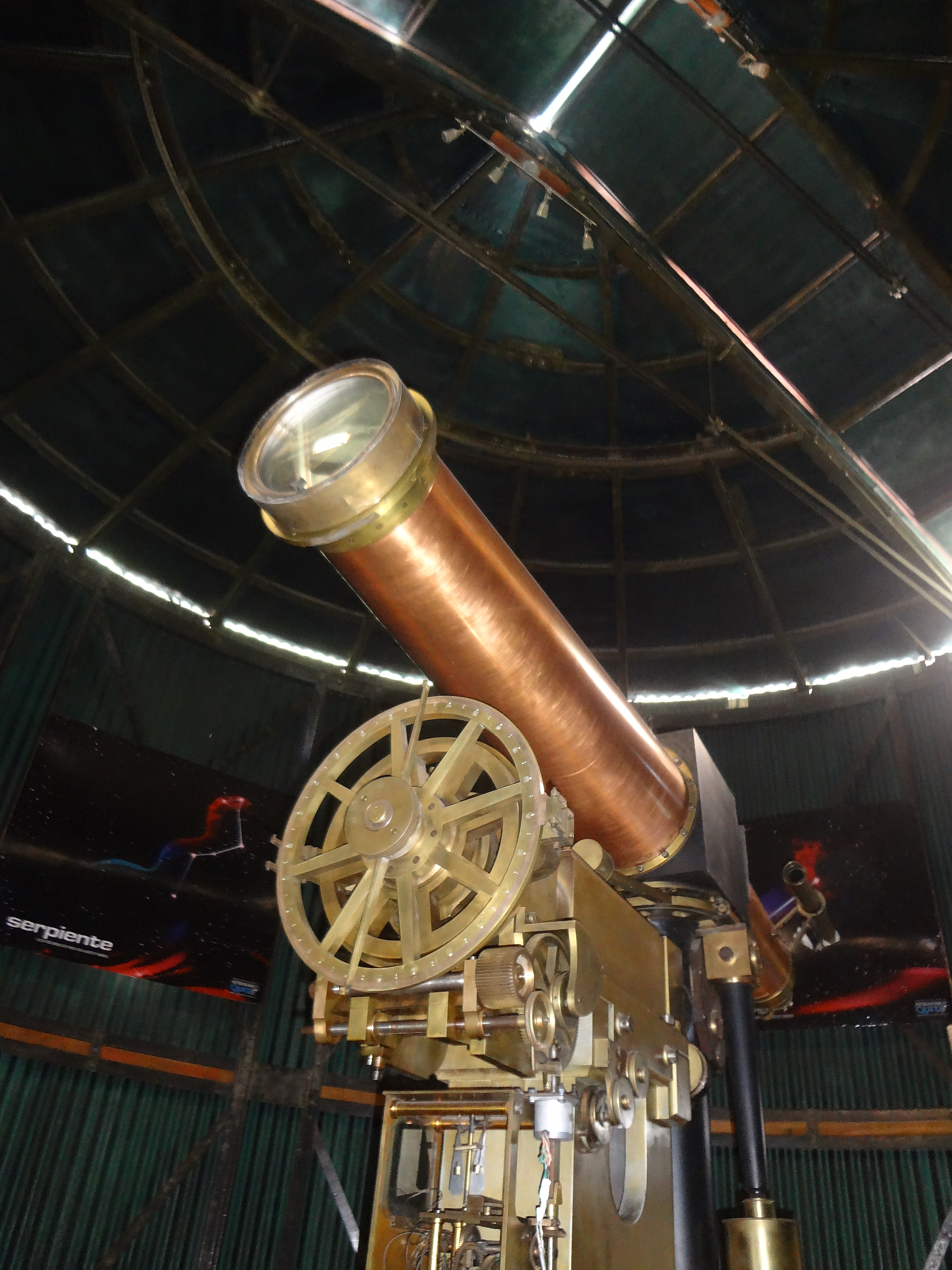
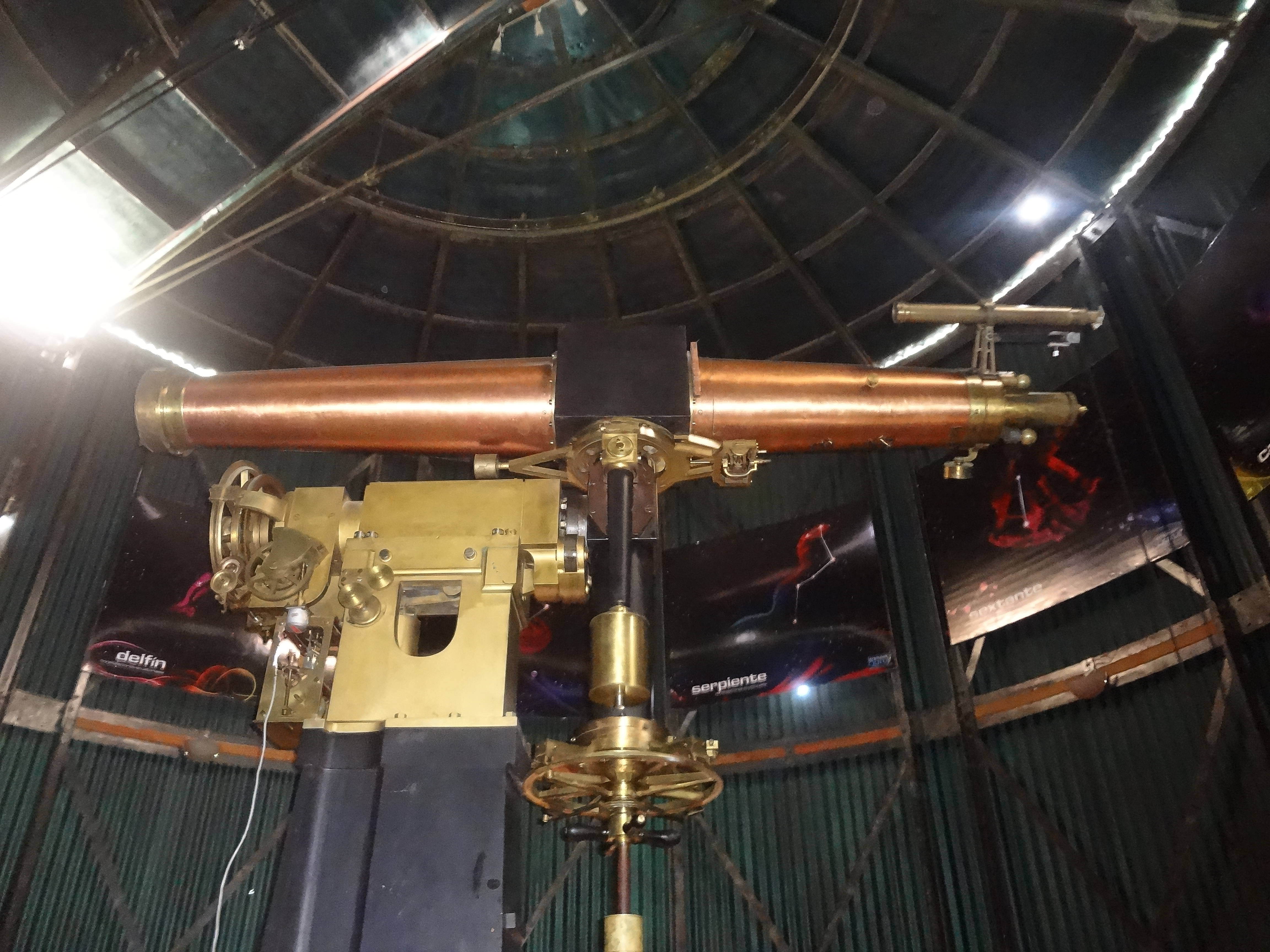

## Curiositats
Un estudi de l'historiador Nick Pelling, publicat per la revista anglesa History Today, afirma que l'inventor del telescopi va ser un fabricant de lents de Sils anomenat Joan Roget.

## Per a més informació
- Contemporary Astronomy – Second Edition, Jay M. Pasachoff, Saunders Colleges Publishing – 1981, ISBN 0-03-057861-2
- Rashed, Roshdi; Morelon, Régis. Encyclopedia of the History of Arabic Science. 1 & 3.  Routledge, 1996. ISBN 978-0-415-12410-2.
- Sabra, A.I.; Hogendijk, J.P.. The Enterprise of Science in Islam: New Perspectives.  MIT Press, 2003, p. 85–118. ISBN 978-0-262-19482-2.
- Wade, Nicholas J.; Finger, Stanley «The eye as an optical instrument: from camera obscura to Helmholtz's perspective». Perception, 30, 10, 2001, p. 1157–1177. DOI: 10.1068/p3210.